# Cerf sika
Ne doit pas être confondu avec Cerf de Sitka.
Cervus nippon · Cerf du Japon
Espèce
Statut de conservation UICN

LC : Préoccupation mineure
Synonymes
*Cervus sika Temminck, 1838
Le Cerf Sika ou Sika (Cervus nippon), également désigné sous le nom de Cerf du Japon (日本鹿 ; ニホンジカ, Nihon-jika), est une espèce de mammifères artiodactyles de la famille des cervidés, apparenté au cerf élaphe, originaire d’Asie de l’Est. Particulièrement répandus sur l’archipel japonais, notamment dans certaines zones touristiques de la ville de Nara, ces cerfs sont devenu un élément important du tourisme au Japon. Semblable au daim avec lequel il est souvent confondu à cause de sa robe d’été d’une teinte rousse tachetée de blanc, ce petit cerf au tempérament docile fut également introduit comme animaux d’ornements dans les parcs et jardins de nombreux pays du monde.   

## Dénominations
- Nom scientifique valide : Cervus nippon (Temminck, 1838)[1].
- Noms vernaculaires normalisés : en japonais 日本鹿 ; ニホンジカ (Nihon-jika?, Cerf du Japon), en chinois 梅花鹿, méihuālù, « Cerf aux fleurs de mume », en anglais : Sika deer.

- Nom typique en français : Cerf sika (INPN)[2].
- Nom vulgaire  : Cerf du Japon[3].

- Autres noms vulgaires : Sika[4], Cerf de Nara, Cerf à pelage étoilé[5].
- Nom vernaculaires, couramment utilisés en français : Cerf (reprenant les dénominations usuelles chez le cerf élaphe, à savoir biche pour la femelle et faon pour les jeunes).

Dans de nombreux documents à destination du tourisme ou bien dans le domaine de la traduction, le cerf sika est souvent désigné sous les termes de « Daim » ou encore de « Chevreuil », mais ces dénominations sont erronées car invalides sur le plan taxinomique.

## Description

### Dimensions
Le cerf sika est une petite espèce parmi les membre du genre cervus, la population vivant à Yakushima est considérée comme étant les plus petits individus du genre. En moyenne, il mesure une cinquantaines de centimètres à 1 m de hauteur au garrot. Mais la taille varie considérablement selon la sous-espèce. Les individus les plus grands, comme le sika d’Ézo (C. n. yesoensis), peuvent atteindre 1,8 m voire les 2 m de longueur. Le poids est également d’une grande variabilité, moyennant les 50 kg, mais pouvant aller jusqu’à 120 kg chez les mâles des plus grandes sous-espèces. À l’inverse, les plus petits, comme ceux des îles Kerama (C. n. keramae), de par un effet de nanisme insulaire, mesurent à peine 90 cm pour un poids d’environ 30 kg. Quelle que soit la sous-espèce, dimorphisme sexuel est marqué, les mâles sont généralement plus grands et plus lourds que les femelles, ces dernières pèsent en général de 60 à 70 % du poids des mâles.

### Pelage
Le cerf sika est caractérisé par sa robe roussâtre tacheté de blanc qu’il conserve même à l’âge adulte. Cette particularité, couplée à sa petite taille, le fait fortement ressembler à des espèces comme le cerf Axis, mais surtout le daim. Une ligne noire dorsale, allant de la nuque à la queue, est également typique de l'espèce. 
Toutefois, le pelage possède de nombreuses variation selon les sous-espèces, la saison et la région : En été, le pelage prend une teinte brune roussâtre, les taches blanches sont disposées sous forme d’une ligne longitudinale sur tout le long des flancs. En hiver, le pelage s’assombrie et devient plus dense, les taches pouvant s'atténuer voire disparaître selon les individus et les sous-espèces.  
Des cas de cerfs sikas blancs, résultant de mutations génétiques, ont été signalés dans certaines régions du Japon. 

### Bois
Les bois, présents uniquement chez les mâles, tombent chaque année. Ils comporteront généralement entre deux, trois et quatre cors parfois plus, selon l’âge, la sous-espèce et les conditions environnementales, pouvant dépasser un total de huit cors. La forme et la taille des bois varient selon la sous-espèce, l’âge et les conditions environnementales. Les bois sont portés uniquement par les mâles et tombent chaque année. Ils comportent généralement trois à quatre cors.

### Galerie

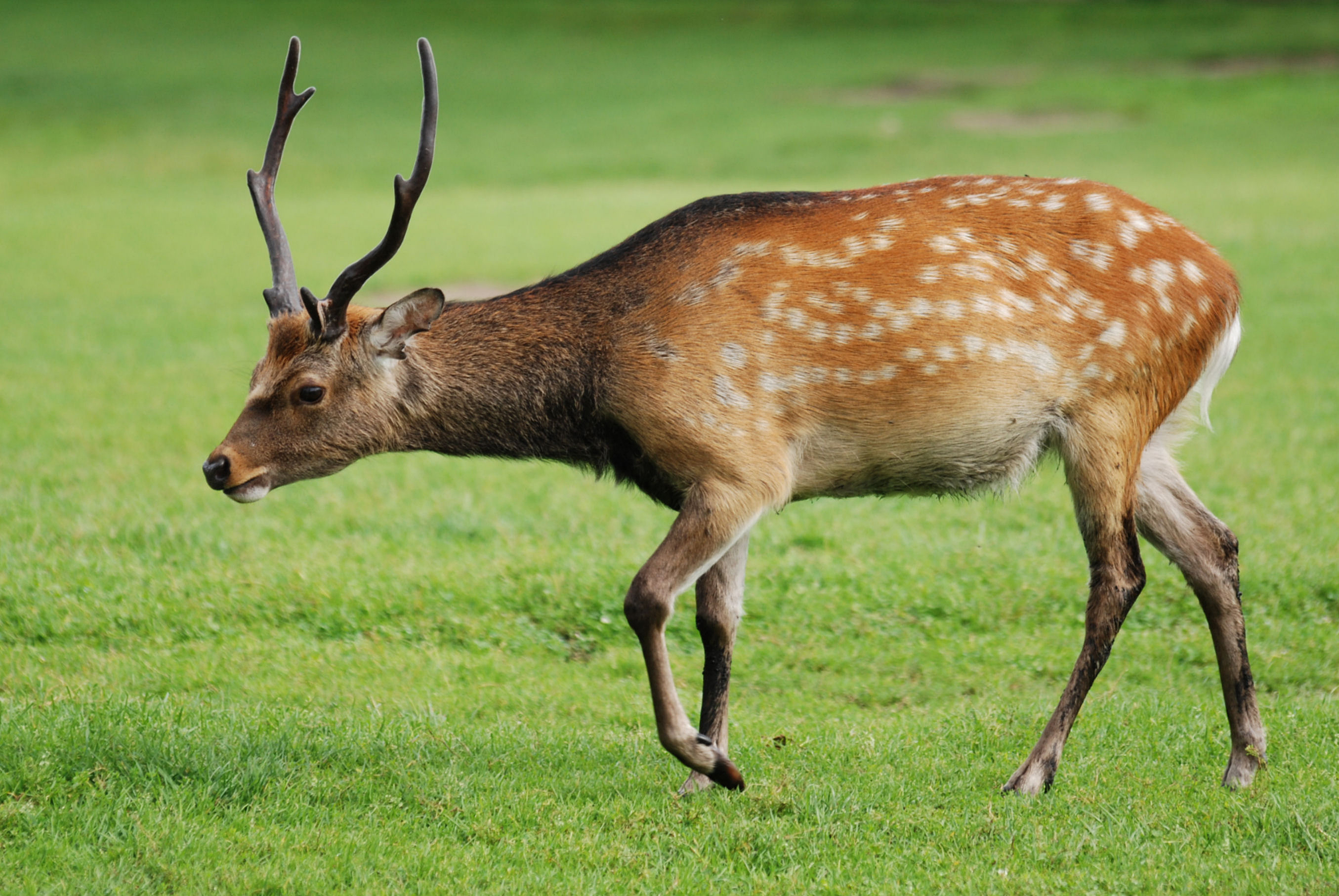
Jeune mâle dans son pelage d’été.
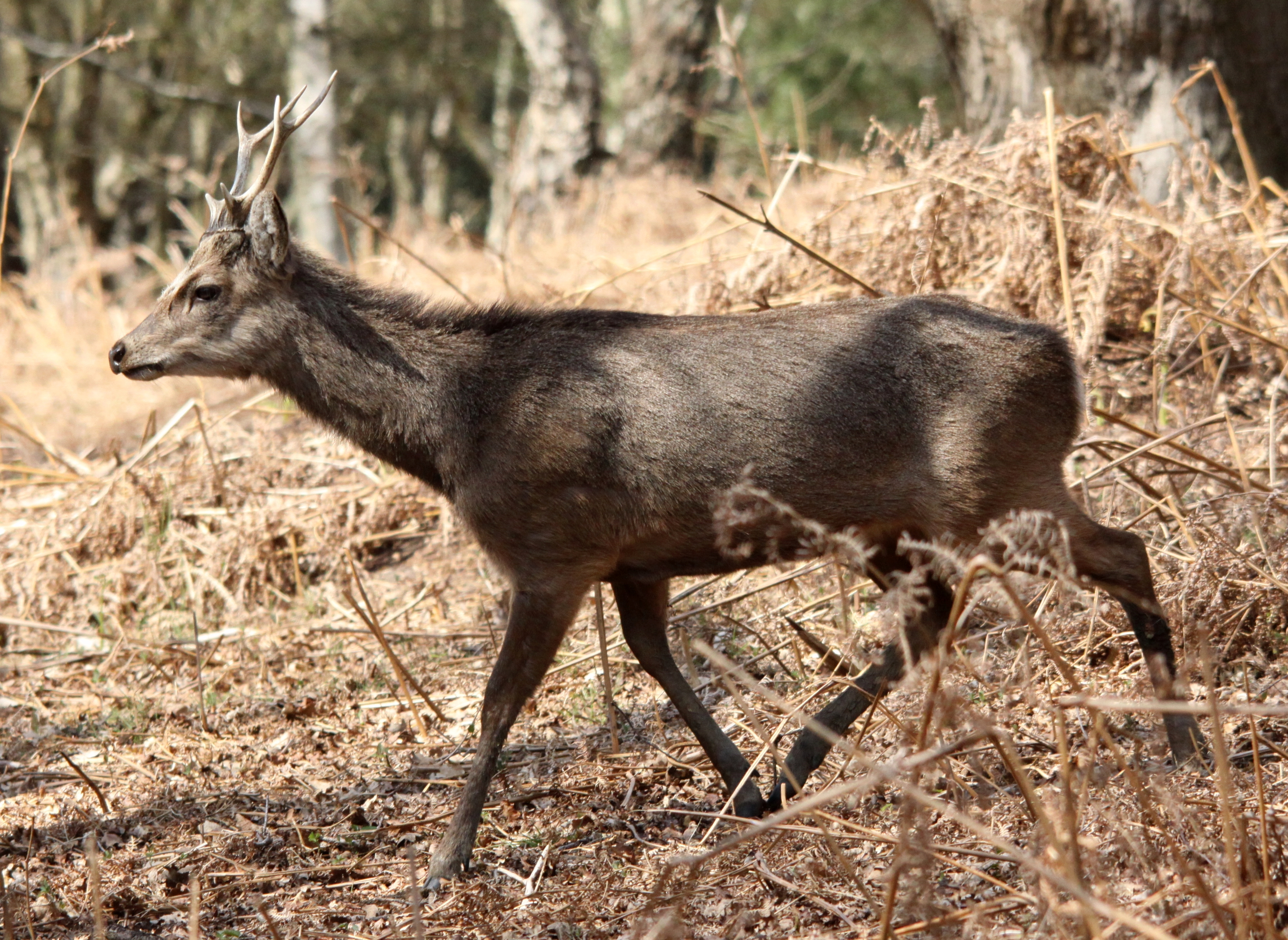
Jeune mâle dans son pelage d’hiver.
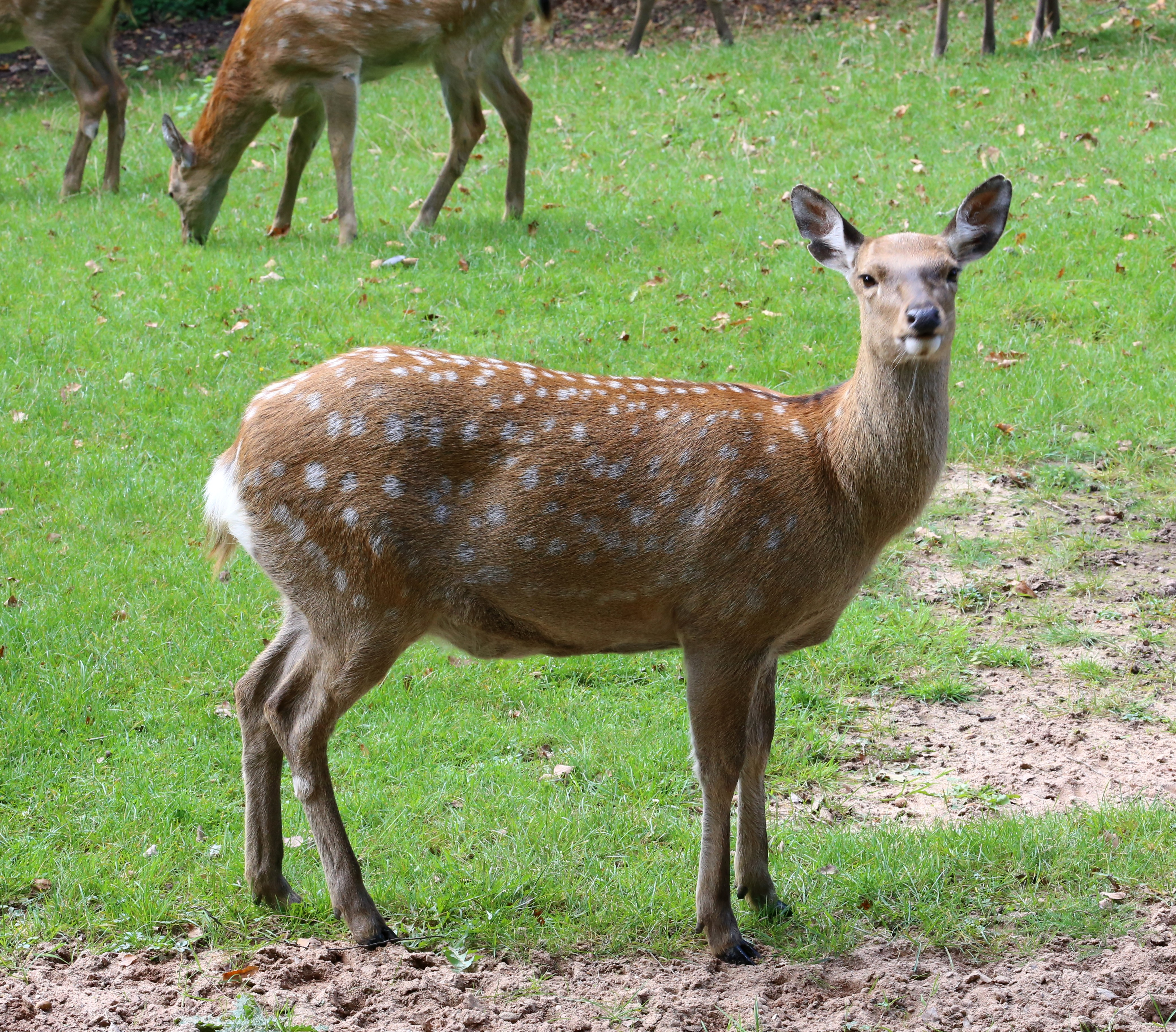
Femelle dans son pelage d’été.
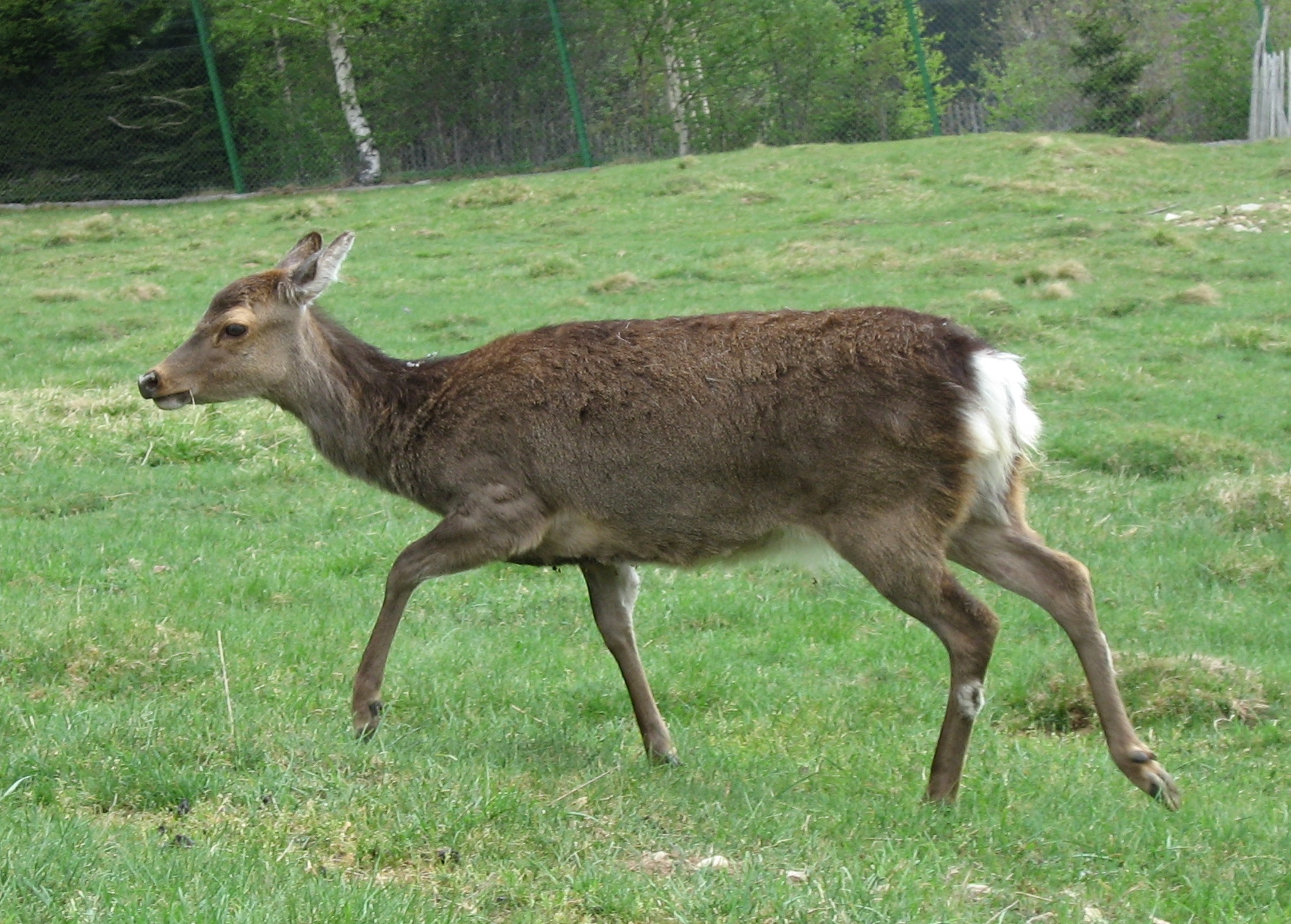
Femelle dans son pelage d’hiver.
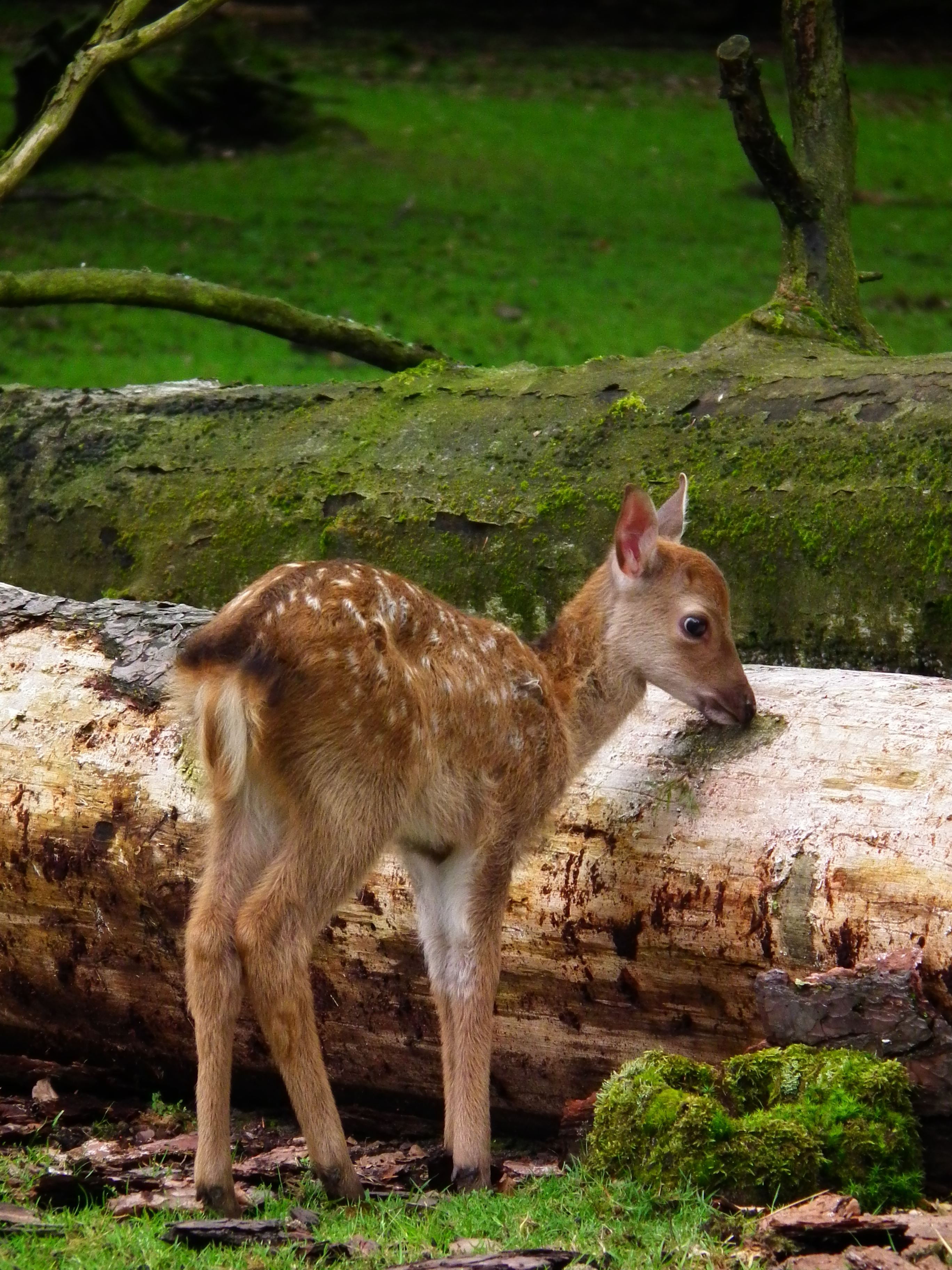
Faon du sika.
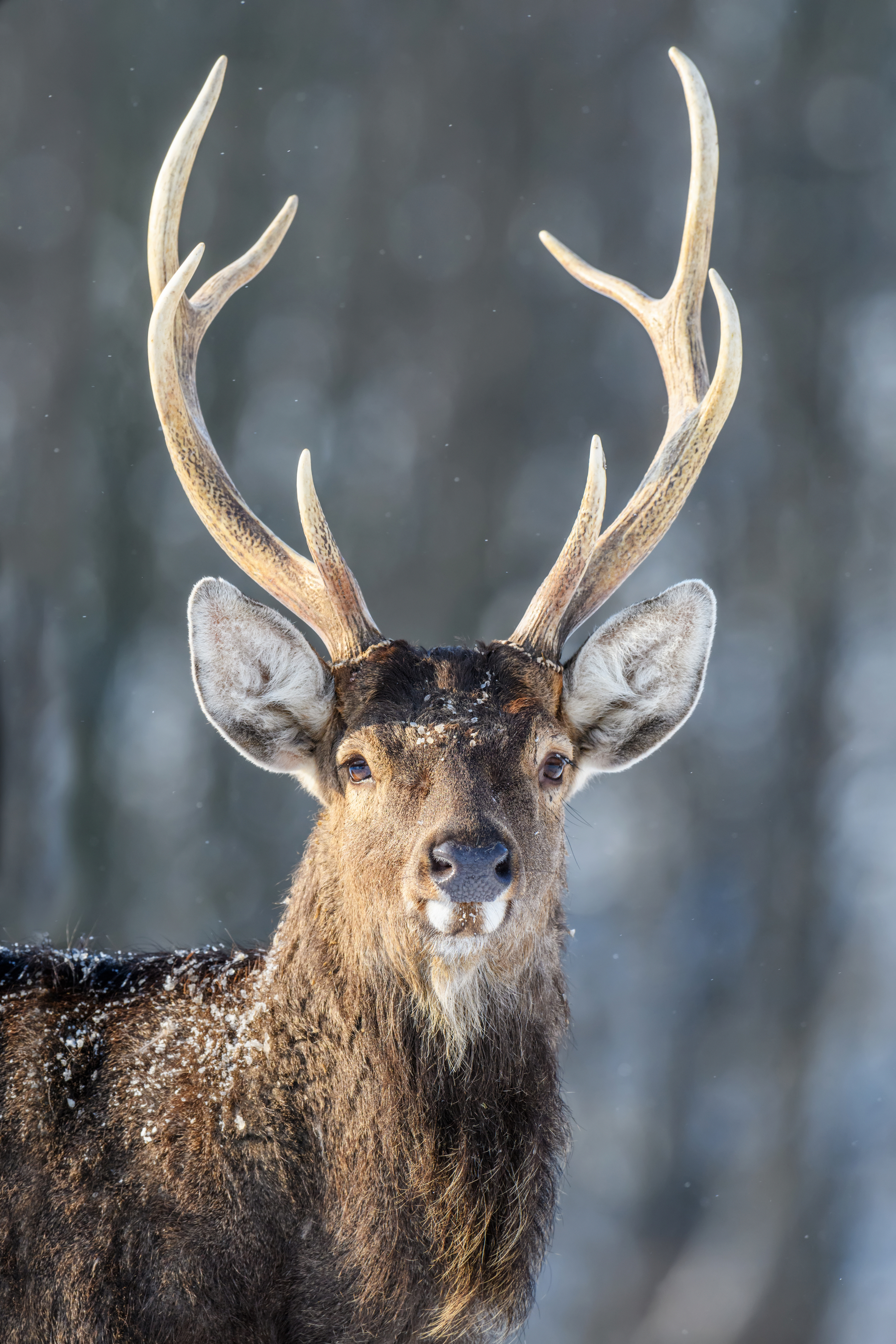
Ramure d’un mâles plus âgé.
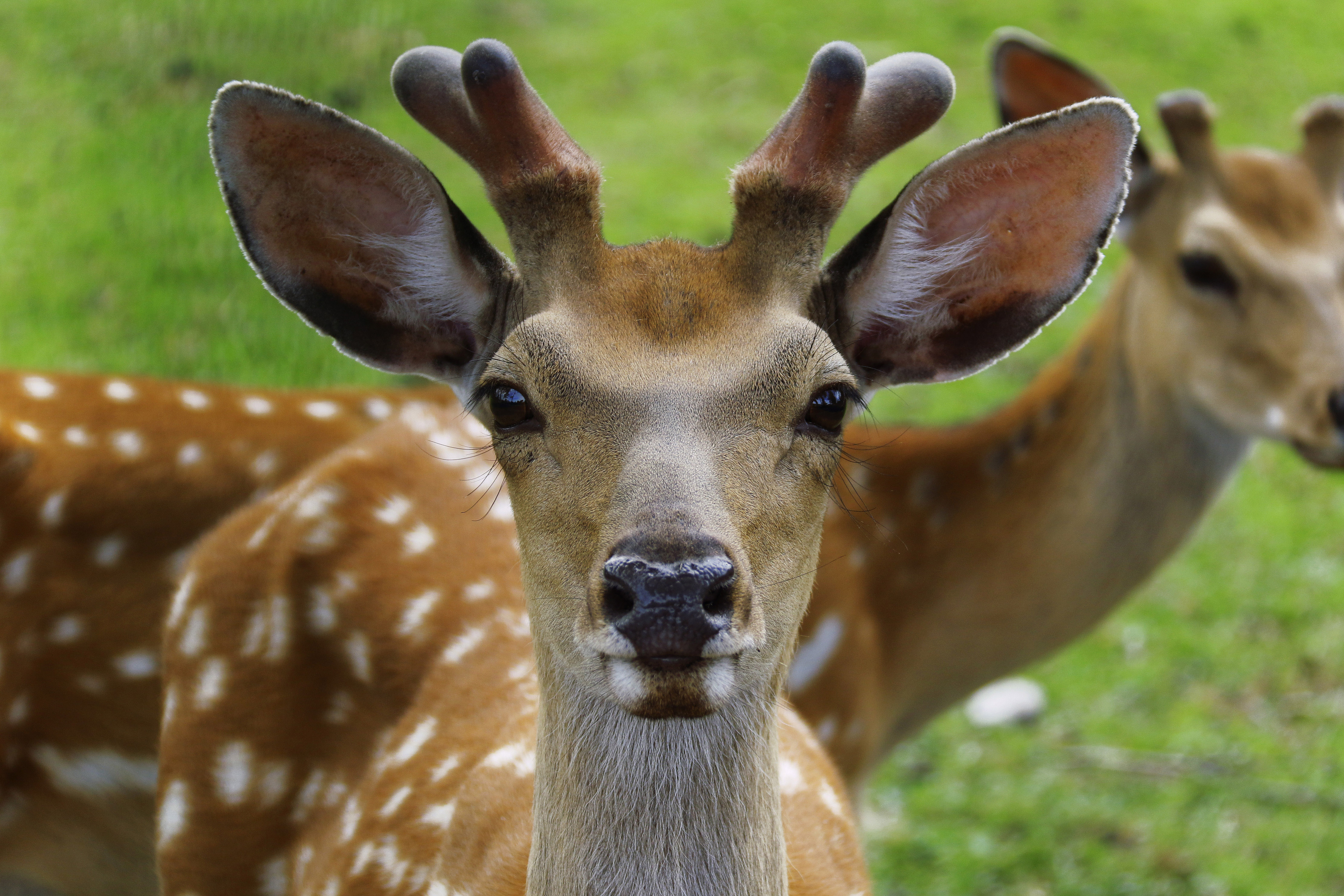
Jeunes mâles avec leur bourrelet sus-orbitaire caractéristique.
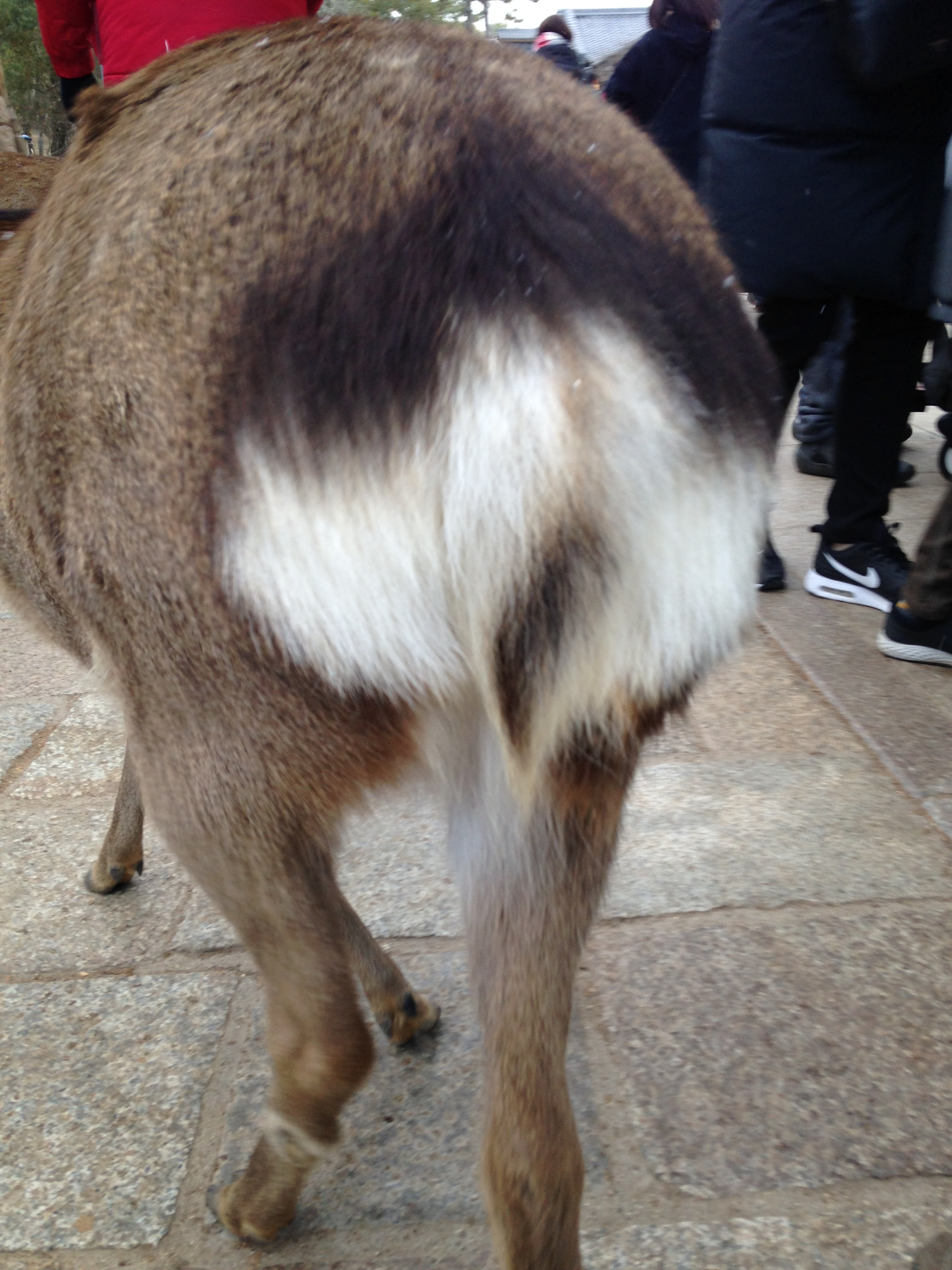
Croupe constituée de poils blancs entrecoupés de noir et de brun du pelage d’hiver. Une ligne verticale traverse habituellement le sommet du dos jusqu’au bout de la queue.
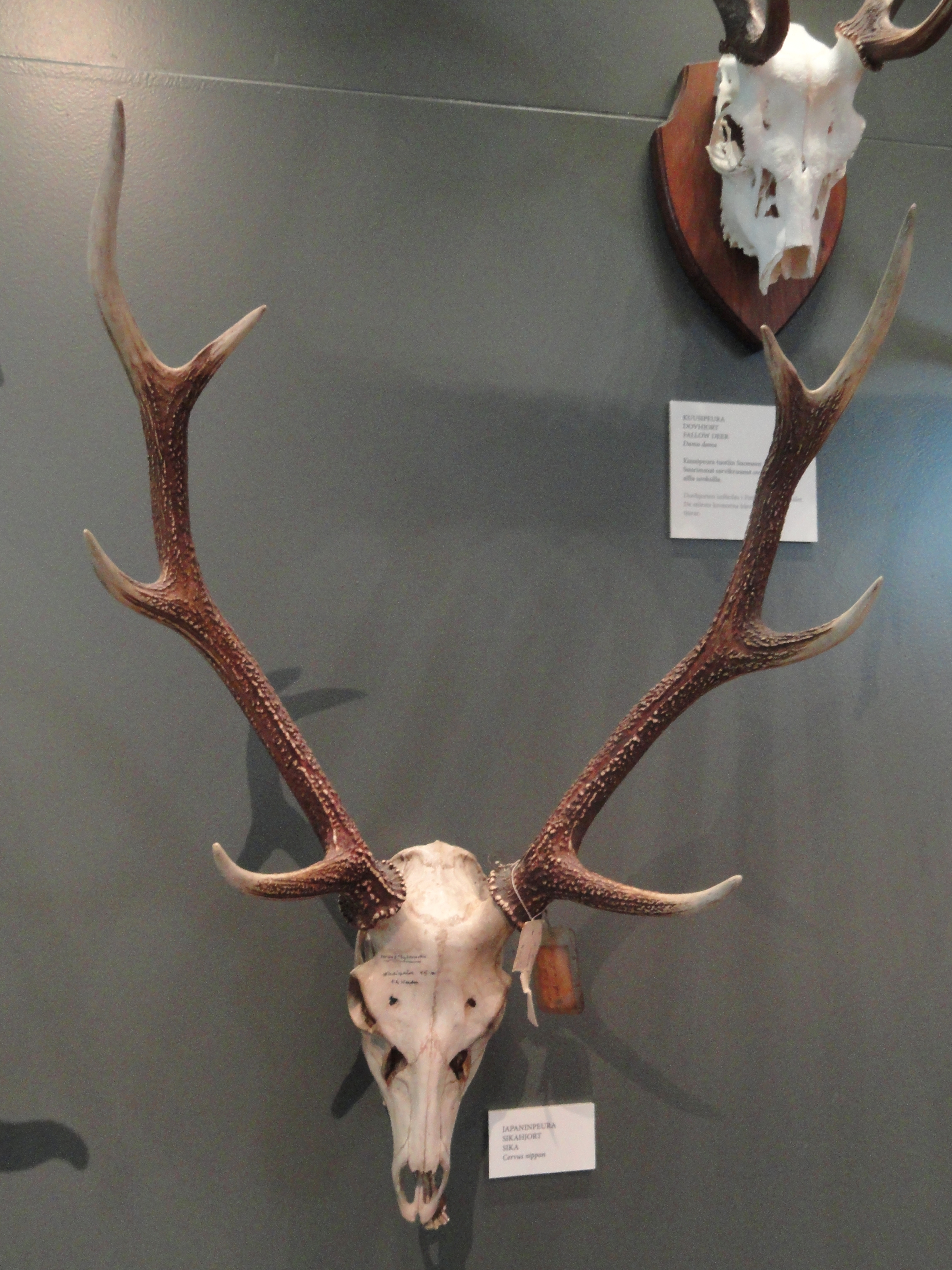
Crâne et ramure.

## Taxinomie
Le statut taxinomique du cerf sika est débattu. Autrefois considéré comme une sous-espèce du cerf élaphe (Cervus elaphus), il est aujourd’hui généralement reconnu comme une espèce distincte. Toutefois, certains auteurs continuent à le considérer comme une sous-espèce.

### Sous-espèces
Dans son aire de répartition d’Asie de l’Est, on distingue de nombreuses sous-espèces de cerf sika. En Europe, il est souvent difficile d’identifier à quelle sous-espèce appartiennent les individus introduits : la plupart descendent de cerfs sika japonais, mais il est fréquent que plusieurs sous-espèces aient été hybridées, et, dans certains cas, des croisements interspécifiques avec le cerf élaphe ont été observés. Le volume consacré aux ongulés dans le Handbook of the Mammals of the World, un ouvrage de référence en mammalogie, distingue les sous-espèces suivantes :
Plusieurs sous-espèces sont reconnues au Japon, chacune correspondant approximativement à une île ou une région géographique. Les principales sont :
| Nom binominal, auteur et références                                                            | Image | Description | Localisation                       | Synonymes et auteurs                     |
| ---------------------------------------------------------------------------------------------- | ----- | --- | ---------------------------------- | ---------------------------------------- |
| Sika du Japon (Cervus nippon nippon) (Temminck, 1838) ITIS (2025-03-31) UICN (2025-03-31)      |       | Sous-espèce nominale de taille moyenne, à pelage tacheté en été. C’est la forme ancestrale d’où sont issues les autres populations japonaises. | Kyūshū, Japon                      | Cervus nippon centralis (Kishida, 1930)  |
| Cervus nippon aplodontus (Heude, 1884) ITIS (2025-03-31)UICN (2025-03-31)                      |       | Originaire du nord de Honshū, cette sous-espèce est adaptée aux climats frais. Taille plus robuste et pelage dense.                            | Nord de Honshū, Japon              |                                          |
| Cervus nippon centralis (Kishida, 1930)                                                        |       | Taille intermédiaire, commune dans le centre de Honshū. Connue pour sa proximité avec les humains (ex. : Nara).                                | Honshū, Japon                      |                                          |
| Sika d’Ézo (Cervus nippon yesoensis) (Heude, 1884) ITIS (2025-03-31) UICN (2025-03-31)         |       | Plus grande sous-espèce japonaise, adaptée aux hivers froids. Pelage dense, taches moins visibles. Bois plus imposants.                        | Hokkaidō, Japon                    | Cervus yesoensis Heude, 1884             |
| Cervus nippon yakushimae (Kuroda & Okada, 1950) ITIS (2025-03-31)                              |       | La plus petite sous-espèce. Vit dans les forêts humides et montagneuses de Yakushima. Taille réduite et pelage foncé.                          | Yakushima, Kyūshū, Japon           |                                          |
| Cervus nippon keramae (Kuroda, 1924) ITIS (2025-03-31)UICN (2025-03-31)                        |       | Très petite taille. Sous-espèce insulaire fortement protégée.                                                                                  | Îles Kerama, Okinawa               |                                          |
| Cervus nippon mageshimae (Kuroda & Okada, 1950) ITIS (2025-03-31)                              |       | Très proche morphologiquement de C. n. yakushimae. Mal connu ; vit exclusivement sur l’île de Mageshima.                                       | Mageshima, Japon                   |                                          |
| Cervus nippon pulchellus (Imaizumi, 1970) UICN (2025-03-31)                                    |       | Endémique de l'île de Tsushima. Taille moyenne, pelage tacheté, population en déclin.                                                          | Tsushima, Japon                    |                                          |
| Sika de Formose (Cervus nippon taiouanus) (Blyth, 1860) ITIS (2025-03-31) UICN (2025-03-31)    |       | Éteinte à l’état sauvage, puis réintroduite. Robe très tachetée, taille moyenne.                                                               | Taïwan                             | Cervus nippon taiwanensis (orth. var.)   |
| Cervus nippon mandarinus (Milne-Edwards, 1871) ITIS (2025-03-31) UICN (2025-03-31)             |       | Probablement éteinte à l’état sauvage. Taille moyenne, originaire du nord de la Chine.                                                         | Nord de la Chine                   |                                          |
| Cervus nippon grassianus (Heude, 1884) ITIS (2025-03-31) UICN (2025-03-31)                     |       | Statut incertain. Originaire du Shanxi. Connue uniquement de spécimens anciens.                                                                | Shanxi, Chine                      |                                          |
| Cervus nippon kopschi (Swinhoe, 1873) ITIS (2025-03-31)UICN (2025-03-31)                       |       | Pelage dense, bois développés. Sud-est de la Chine. Largement menacée.                                                                         | Chine orientale                    |                                          |
| Cervus nippon mantchuricus (Swinhoe, 1864) ITIS (2025-03-31)UICN (2025-03-31)                  |       | Grande sous-espèce du nord-est de l’Asie. Parfois fusionnée avec C. n. hortulorum.                                                             | Mandchourie (Chine, Corée, Russie) |                                          |
| Cervus nippon hortulorum (Swinhoe, 1864) ITIS (2025-03-31) UICN (2025-03-31)                   |       | Statut controversé. Certains auteurs le distinguent de C. n. mantchuricus.                                                                     | Chine, Corée, Russie               | Peut être synonyme de C. n. mantchuricus |
| Sika du Viêt Nam (Cervus nippon pseudaxis) (Gervais, 1841) ITIS (2025-03-31) UICN (2025-03-31) |       | Originaire du nord du Viêt Nam. Statut très incertain, parfois considéré comme une espèce à part. Espèce actuellement éteinte dans la nature.  | Viêt Nam                           | Cervus pseudaxis (Gervais, 1841)         |
| Cervus nippon sichuanicus (Guo, Chen & Wang, 1978) UICN (2025-03-31)                           |       | Très peu connue, endémique du Sichuan. Taille moyenne. Menacée par la perte d’habitat.                                                         | Sichuan, Chine                     |                                          |
| Cervus nippon soloensis (Heude, 1888)                                                          |       | Originaire de Java. Certaines sources le considèrent comme introduit.                                                                          | Java, Indonésie                    |                                          |

La classification varie toutefois selon les critères utilisés. Par exemple, certains chercheurs regroupent les populations de Shikoku, de l’ouest de Honshū et de Kyūshū sous C. n. nippon, tandis que d'autres les séparent en plusieurs sous-espèces.

#### Systématique de différentes sous-espèces
|  | Cervus nippon centralis |
|  |                         |
|  | Cervus nippon yesoensis |
|  |                         |

|  | Cervus nippon nippon                                                                  |
|  |                                                                                       |
|  | \| \| Cervus nippon yakushimae \| \| \| \| \| \| Cervus nippon mageshimae \| \| \| \| |
|  |                                                                                       |
|  | Cervus nippon yakushimae                                                              |
|  |                                                                                       |
|  | Cervus nippon mageshimae                                                              |
|  |                                                                                       |

|  | Cervus nippon yakushimae |
|  |                          |
|  | Cervus nippon mageshimae |
|  |                          |

|  | Cervus nippon hortulorum   |
|  |                            |
|  | Cervus nippon mantchuricus |
|  |                            |

|  | \| \| Cervus nippon kopschi \| \| \| \| \| \| Cervus nippon sichuanicus \| \| \| \| |
|  |                                                                                     |
|  | Cervus nippon taiouanus                                                             |
|  |                                                                                     |
|  | Cervus nippon kopschi                                                               |
|  |                                                                                     |
|  | Cervus nippon sichuanicus                                                           |
|  |                                                                                     |

|  | Cervus nippon kopschi     |
|  |                           |
|  | Cervus nippon sichuanicus |
|  |                           |

|  | \| \| Cervus nippon kopschi \| \| \| \| \| \| Cervus nippon sichuanicus \| \| \| \| |
|  |                                                                                     |
|  | Cervus nippon taiouanus                                                             |
|  |                                                                                     |
|  | Cervus nippon kopschi                                                               |
|  |                                                                                     |
|  | Cervus nippon sichuanicus                                                           |
|  |                                                                                     |

|  | Cervus nippon kopschi     |
|  |                           |
|  | Cervus nippon sichuanicus |
|  |                           |

|  | Cervus nippon hortulorum   |
|  |                            |
|  | Cervus nippon mantchuricus |
|  |                            |

|  | \| \| Cervus nippon kopschi \| \| \| \| \| \| Cervus nippon sichuanicus \| \| \| \| |
|  |                                                                                     |
|  | Cervus nippon taiouanus                                                             |
|  |                                                                                     |
|  | Cervus nippon kopschi                                                               |
|  |                                                                                     |
|  | Cervus nippon sichuanicus                                                           |
|  |                                                                                     |

|  | Cervus nippon kopschi     |
|  |                           |
|  | Cervus nippon sichuanicus |
|  |                           |

|  | \| \| Cervus nippon kopschi \| \| \| \| \| \| Cervus nippon sichuanicus \| \| \| \| |
|  |                                                                                     |
|  | Cervus nippon taiouanus                                                             |
|  |                                                                                     |
|  | Cervus nippon kopschi                                                               |
|  |                                                                                     |
|  | Cervus nippon sichuanicus                                                           |
|  |                                                                                     |

|  | Cervus nippon kopschi     |
|  |                           |
|  | Cervus nippon sichuanicus |
|  |                           |

|  | Cervus nippon nippon                                                                  |
|  |                                                                                       |
|  | \| \| Cervus nippon yakushimae \| \| \| \| \| \| Cervus nippon mageshimae \| \| \| \| |
|  |                                                                                       |
|  | Cervus nippon yakushimae                                                              |
|  |                                                                                       |
|  | Cervus nippon mageshimae                                                              |
|  |                                                                                       |

|  | Cervus nippon yakushimae |
|  |                          |
|  | Cervus nippon mageshimae |
|  |                          |

|  | Cervus nippon hortulorum   |
|  |                            |
|  | Cervus nippon mantchuricus |
|  |                            |

|  | \| \| Cervus nippon kopschi \| \| \| \| \| \| Cervus nippon sichuanicus \| \| \| \| |
|  |                                                                                     |
|  | Cervus nippon taiouanus                                                             |
|  |                                                                                     |
|  | Cervus nippon kopschi                                                               |
|  |                                                                                     |
|  | Cervus nippon sichuanicus                                                           |
|  |                                                                                     |

|  | Cervus nippon kopschi     |
|  |                           |
|  | Cervus nippon sichuanicus |
|  |                           |

|  | \| \| Cervus nippon kopschi \| \| \| \| \| \| Cervus nippon sichuanicus \| \| \| \| |
|  |                                                                                     |
|  | Cervus nippon taiouanus                                                             |
|  |                                                                                     |
|  | Cervus nippon kopschi                                                               |
|  |                                                                                     |
|  | Cervus nippon sichuanicus                                                           |
|  |                                                                                     |

|  | Cervus nippon kopschi     |
|  |                           |
|  | Cervus nippon sichuanicus |
|  |                           |

|  | Cervus nippon hortulorum   |
|  |                            |
|  | Cervus nippon mantchuricus |
|  |                            |

|  | \| \| Cervus nippon kopschi \| \| \| \| \| \| Cervus nippon sichuanicus \| \| \| \| |
|  |                                                                                     |
|  | Cervus nippon taiouanus                                                             |
|  |                                                                                     |
|  | Cervus nippon kopschi                                                               |
|  |                                                                                     |
|  | Cervus nippon sichuanicus                                                           |
|  |                                                                                     |

|  | Cervus nippon kopschi     |
|  |                           |
|  | Cervus nippon sichuanicus |
|  |                           |

|  | \| \| Cervus nippon kopschi \| \| \| \| \| \| Cervus nippon sichuanicus \| \| \| \| |
|  |                                                                                     |
|  | Cervus nippon taiouanus                                                             |
|  |                                                                                     |
|  | Cervus nippon kopschi                                                               |
|  |                                                                                     |
|  | Cervus nippon sichuanicus                                                           |
|  |                                                                                     |

|  | Cervus nippon kopschi     |
|  |                           |
|  | Cervus nippon sichuanicus |
|  |                           |

|  | Cervus nippon centralis |
|  |                         |
|  | Cervus nippon yesoensis |
|  |                         |

|  | Cervus nippon nippon                                                                  |
|  |                                                                                       |
|  | \| \| Cervus nippon yakushimae \| \| \| \| \| \| Cervus nippon mageshimae \| \| \| \| |
|  |                                                                                       |
|  | Cervus nippon yakushimae                                                              |
|  |                                                                                       |
|  | Cervus nippon mageshimae                                                              |
|  |                                                                                       |

|  | Cervus nippon yakushimae |
|  |                          |
|  | Cervus nippon mageshimae |
|  |                          |

|  | Cervus nippon hortulorum   |
|  |                            |
|  | Cervus nippon mantchuricus |
|  |                            |

|  | \| \| Cervus nippon kopschi \| \| \| \| \| \| Cervus nippon sichuanicus \| \| \| \| |
|  |                                                                                     |
|  | Cervus nippon taiouanus                                                             |
|  |                                                                                     |
|  | Cervus nippon kopschi                                                               |
|  |                                                                                     |
|  | Cervus nippon sichuanicus                                                           |
|  |                                                                                     |

|  | Cervus nippon kopschi     |
|  |                           |
|  | Cervus nippon sichuanicus |
|  |                           |

|  | \| \| Cervus nippon kopschi \| \| \| \| \| \| Cervus nippon sichuanicus \| \| \| \| |
|  |                                                                                     |
|  | Cervus nippon taiouanus                                                             |
|  |                                                                                     |
|  | Cervus nippon kopschi                                                               |
|  |                                                                                     |
|  | Cervus nippon sichuanicus                                                           |
|  |                                                                                     |

|  | Cervus nippon kopschi     |
|  |                           |
|  | Cervus nippon sichuanicus |
|  |                           |

|  | Cervus nippon hortulorum   |
|  |                            |
|  | Cervus nippon mantchuricus |
|  |                            |

|  | \| \| Cervus nippon kopschi \| \| \| \| \| \| Cervus nippon sichuanicus \| \| \| \| |
|  |                                                                                     |
|  | Cervus nippon taiouanus                                                             |
|  |                                                                                     |
|  | Cervus nippon kopschi                                                               |
|  |                                                                                     |
|  | Cervus nippon sichuanicus                                                           |
|  |                                                                                     |

|  | Cervus nippon kopschi     |
|  |                           |
|  | Cervus nippon sichuanicus |
|  |                           |

|  | \| \| Cervus nippon kopschi \| \| \| \| \| \| Cervus nippon sichuanicus \| \| \| \| |
|  |                                                                                     |
|  | Cervus nippon taiouanus                                                             |
|  |                                                                                     |
|  | Cervus nippon kopschi                                                               |
|  |                                                                                     |
|  | Cervus nippon sichuanicus                                                           |
|  |                                                                                     |

|  | Cervus nippon kopschi     |
|  |                           |
|  | Cervus nippon sichuanicus |
|  |                           |

|  | Cervus nippon nippon                                                                  |
|  |                                                                                       |
|  | \| \| Cervus nippon yakushimae \| \| \| \| \| \| Cervus nippon mageshimae \| \| \| \| |
|  |                                                                                       |
|  | Cervus nippon yakushimae                                                              |
|  |                                                                                       |
|  | Cervus nippon mageshimae                                                              |
|  |                                                                                       |

|  | Cervus nippon yakushimae |
|  |                          |
|  | Cervus nippon mageshimae |
|  |                          |

|  | Cervus nippon hortulorum   |
|  |                            |
|  | Cervus nippon mantchuricus |
|  |                            |

|  | \| \| Cervus nippon kopschi \| \| \| \| \| \| Cervus nippon sichuanicus \| \| \| \| |
|  |                                                                                     |
|  | Cervus nippon taiouanus                                                             |
|  |                                                                                     |
|  | Cervus nippon kopschi                                                               |
|  |                                                                                     |
|  | Cervus nippon sichuanicus                                                           |
|  |                                                                                     |

|  | Cervus nippon kopschi     |
|  |                           |
|  | Cervus nippon sichuanicus |
|  |                           |

|  | \| \| Cervus nippon kopschi \| \| \| \| \| \| Cervus nippon sichuanicus \| \| \| \| |
|  |                                                                                     |
|  | Cervus nippon taiouanus                                                             |
|  |                                                                                     |
|  | Cervus nippon kopschi                                                               |
|  |                                                                                     |
|  | Cervus nippon sichuanicus                                                           |
|  |                                                                                     |

|  | Cervus nippon kopschi     |
|  |                           |
|  | Cervus nippon sichuanicus |
|  |                           |

|  | Cervus nippon hortulorum   |
|  |                            |
|  | Cervus nippon mantchuricus |
|  |                            |

|  | \| \| Cervus nippon kopschi \| \| \| \| \| \| Cervus nippon sichuanicus \| \| \| \| |
|  |                                                                                     |
|  | Cervus nippon taiouanus                                                             |
|  |                                                                                     |
|  | Cervus nippon kopschi                                                               |
|  |                                                                                     |
|  | Cervus nippon sichuanicus                                                           |
|  |                                                                                     |

|  | Cervus nippon kopschi     |
|  |                           |
|  | Cervus nippon sichuanicus |
|  |                           |

|  | \| \| Cervus nippon kopschi \| \| \| \| \| \| Cervus nippon sichuanicus \| \| \| \| |
|  |                                                                                     |
|  | Cervus nippon taiouanus                                                             |
|  |                                                                                     |
|  | Cervus nippon kopschi                                                               |
|  |                                                                                     |
|  | Cervus nippon sichuanicus                                                           |
|  |                                                                                     |

|  | Cervus nippon kopschi     |
|  |                           |
|  | Cervus nippon sichuanicus |
|  |                           |

## Distribution

### Dans son aire de répartition d’origine

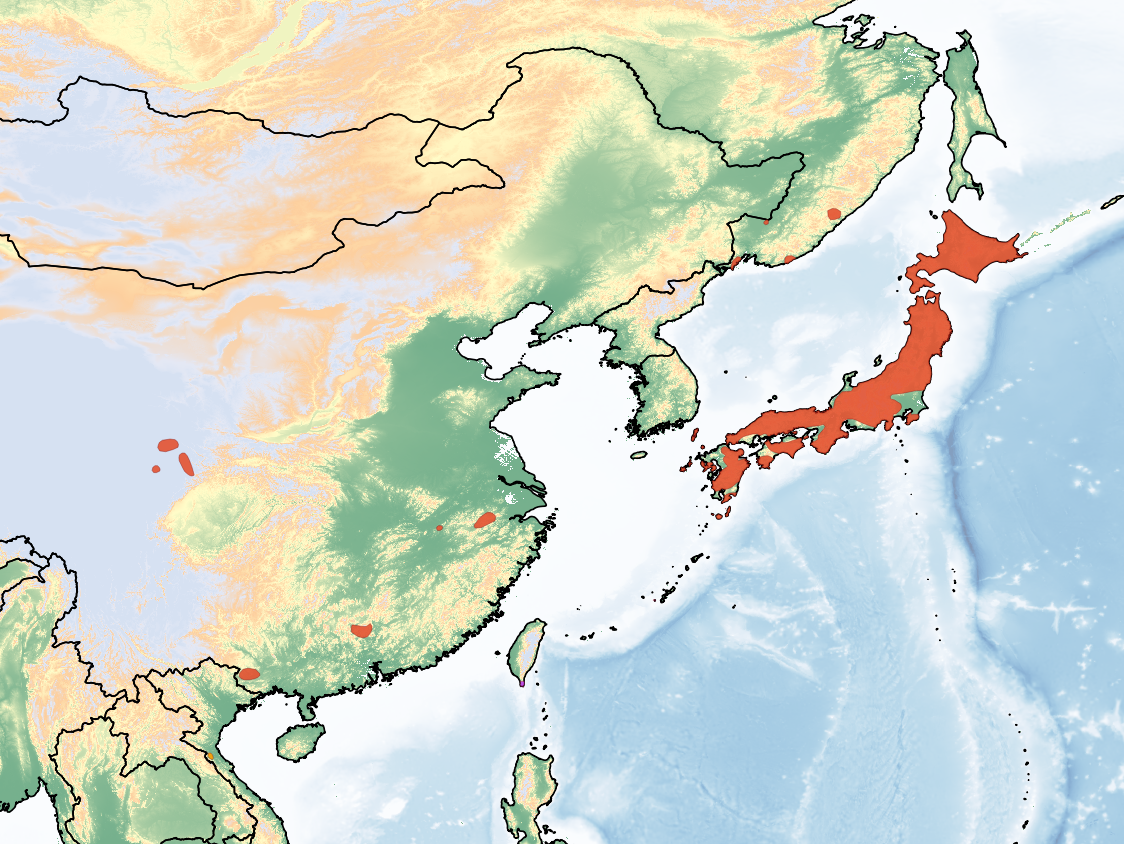
Distributions des populations de cerf sika.

Le cerf sika est originaire d’Asie de l’Est. Son aire de répartition historique s'étendait du sud-est de l’Extrême-Orient russe à la partie nord-ouest de la péninsule Indochinoise (nord du Vietnam principalement), en passant par la plus grande partie de la Chine continentale , la péninsule Coréenne, le Japon et Taïwan.
Toutefois, l’espèce a disparue à l’état sauvage dans la majeure partie de la Chine, où elle ne subsiste qu'en populations très localisées, elle a presque disparue en Corée et au Vietnam et est localisée à Taïwan. Elle est aussi très localisée en Russie. Il n'y a qu'au Japon que l'espèce demeure répandue et commune.
En dehors du Japon, les populations ne subsistent à l’état sauvage que dans des zones protégées ou sont maintenues en captivité. Son statut varie considérablement selon les pays. Bien que l’espèce dans son ensemble se porte bien grâce aux florissantes populations du Japon, elle est éteinte ou menacée dans la majeure partie du reste de son aire d'origine.
Le cerf sika habite des forêts tempérées et subtropicales, souvent dans des zones également propices à l’agriculture ou à d’autres activités humaines. Son aire de répartition couvre certaines des régions les plus densément peuplées du monde, où les forêts ont souvent été défrichées depuis des siècles. Mais il a aussi disparu de longue date de vastes régions pourtant demeurées aujourd'hui très boisées et sauvages, même de forêts primaires, à cause de la chasse intensive dont il a fait l'objet, parfois depuis des millénaires.

#### Sur l’archipel Japonais
Le Japon abrite de loin la plus grande population indigène de cerfs sika au monde, toujours largement répartie, bien qu’elle ait connu localement des déclins historiques dus à la chasse et à la déforestation. L’espèce est présente sur les quatre îles principales de l’archipel : Honshû, Shikoku, Kyûshû et Hokkaidô. 
En 1993, la population y était estimée entre 170 000 et 330 000 individus, principalement en raison des efforts de conservation récents et de l’extinction du loup, son principal prédateur, il y a plus d’un siècle. En l’absence de prédateur, les populations de cerfs sika ont explosé, causant aujourd’hui des problèmes de surpopulation dans de nombreuses régions, avec des effets néfastes sur les forêts et les terres agricoles. Les autorités cherchent désormais à limiter leur nombre plutôt qu’à les protéger. Aucune de ses sous-espèces n’est menacée à l’exception de la sous-espèce C. n. keramae, présent uniquement sur les petites îles Kerama.
Plus d'un millier d'entre eux vivent à Nara. À Hokkaisô la population est stable, voire en augmentation. Dans les autres régions, notamment dans certaines zones montagneuses de Honshû, la population connaît une expansion, notamment du fait du déclin de l’activité humaine dans les zones rurales.
En 2015, le ministère japonais de l’Environnement estimait la population de cerfs sika à environ 3 080 000 individus au Japon, y compris à Hokkaidō.

#### Dans d’autres parties de l’Asie
La Chine abritait autrefois la plus grande population de cerfs sika, mais des millénaires de chasse et de destruction des habitats ont réduit leur nombre à moins de 1 000 individus. Sur les cinq sous-espèces présentes dans le pays, C. n. mandarinus est considéré comme éteint à l’état sauvage depuis les années 1930, tandis que C. n. grassianus n’a plus été observé à l’état sauvage depuis les années 1980. Le statut de C. n. hortulorum en Chine est incertain, mais il est probablement éteint et les observations concernent plutôt des populations férales.
Les sous-espèces C. n. kopschi) et C. n. sichuanicus sont les seules encore présentes à l’état sauvage en Chine. La première survit en populations fragmentées, totalisant environ 300 individus dans le sud-est du pays, tandis que la seconde compte une seule population d’un peu plus de 400 individus. Les populations férales, probablement bien plus nombreuses, proviennent majoritairement de cerfs domestiqués issus de plusieurs sous-espèces. Toutes les sous-espèces sont présentes en captivité, mais le manque d’habitats adéquats et l’absence d’efforts de réintroduction empêchent leur retour à l’état sauvage.
Le sika de Formose (C. n. taioanus) avait disparu de son habitat naturel pendant près de vingt ans, avant que des individus issus de zoos ne soient réintroduits dans le Parc national de Kenting ; la population s’élève désormais à environ 200 individus. Des programmes de réintroduction sont également en cours au Viêt Nam, où le sika du Viêt Nam (C. n. pseudaxis) est considéré comme éteint ou quasi éteint.

La Russie abrite une population relativement stable de 8 500 à 9 000 cerfs sika de Mandchourie, bien que confinée à une petite zone du kraï du Primorié. De petites populations pourraient exister en Corée du Nord, mais la situation politique rend toute vérification impossible. En Corée du Sud, la souche d’origine a disparu ; seuls subsistent des individus captifs élevés pour des usages médicinaux, issus d’autres régions. Toutefois, en juin 2020, une caméra automatique a capté des images d’une biche et de son faon, qui pourraient appartenir à la souche originelle coréenne, bien que cette identification reste controversée.

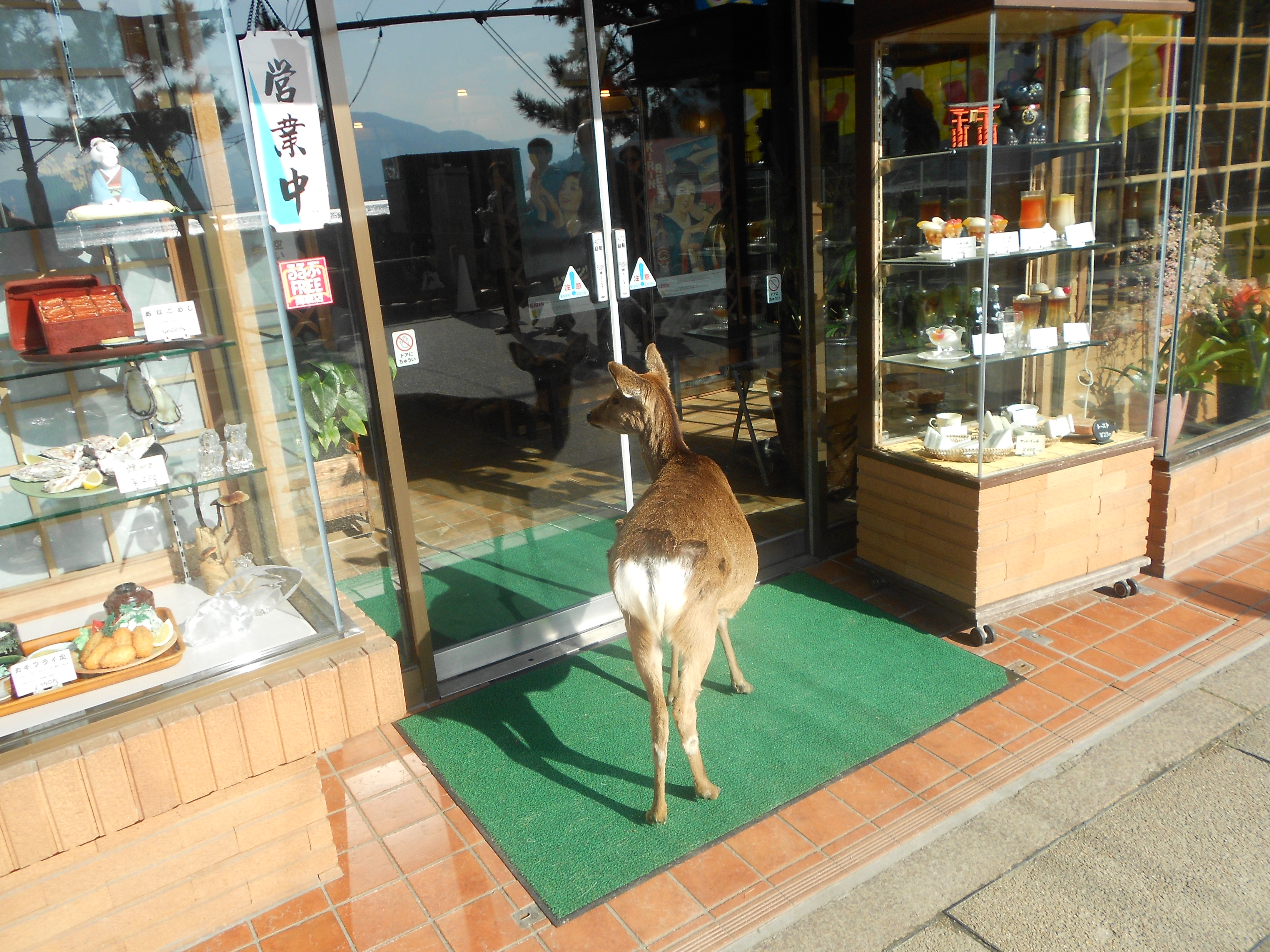
Devant un magasin sur l'île de Miyajima
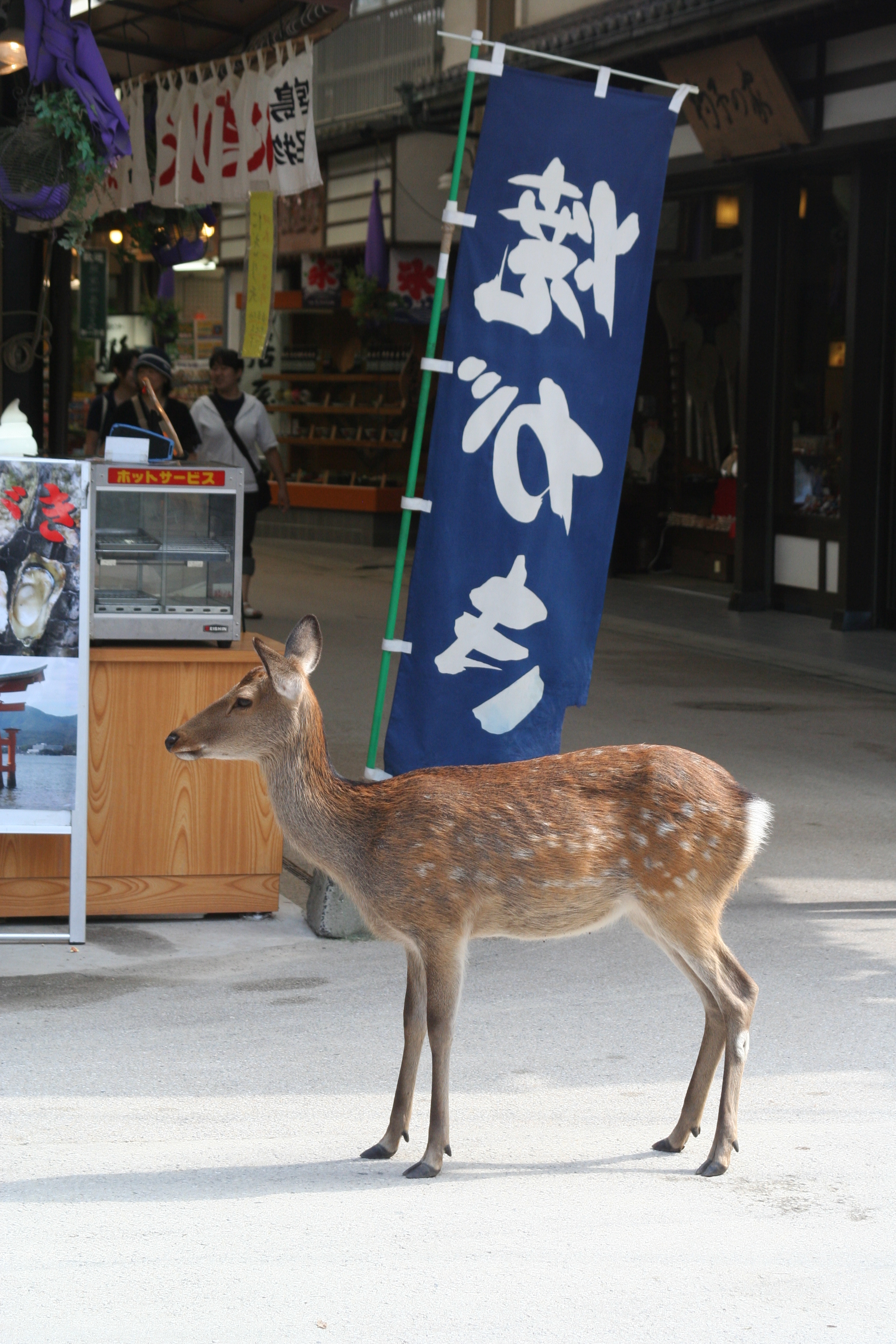
Cerfs en liberté dans les rues de Miyajima

### Populations introduites

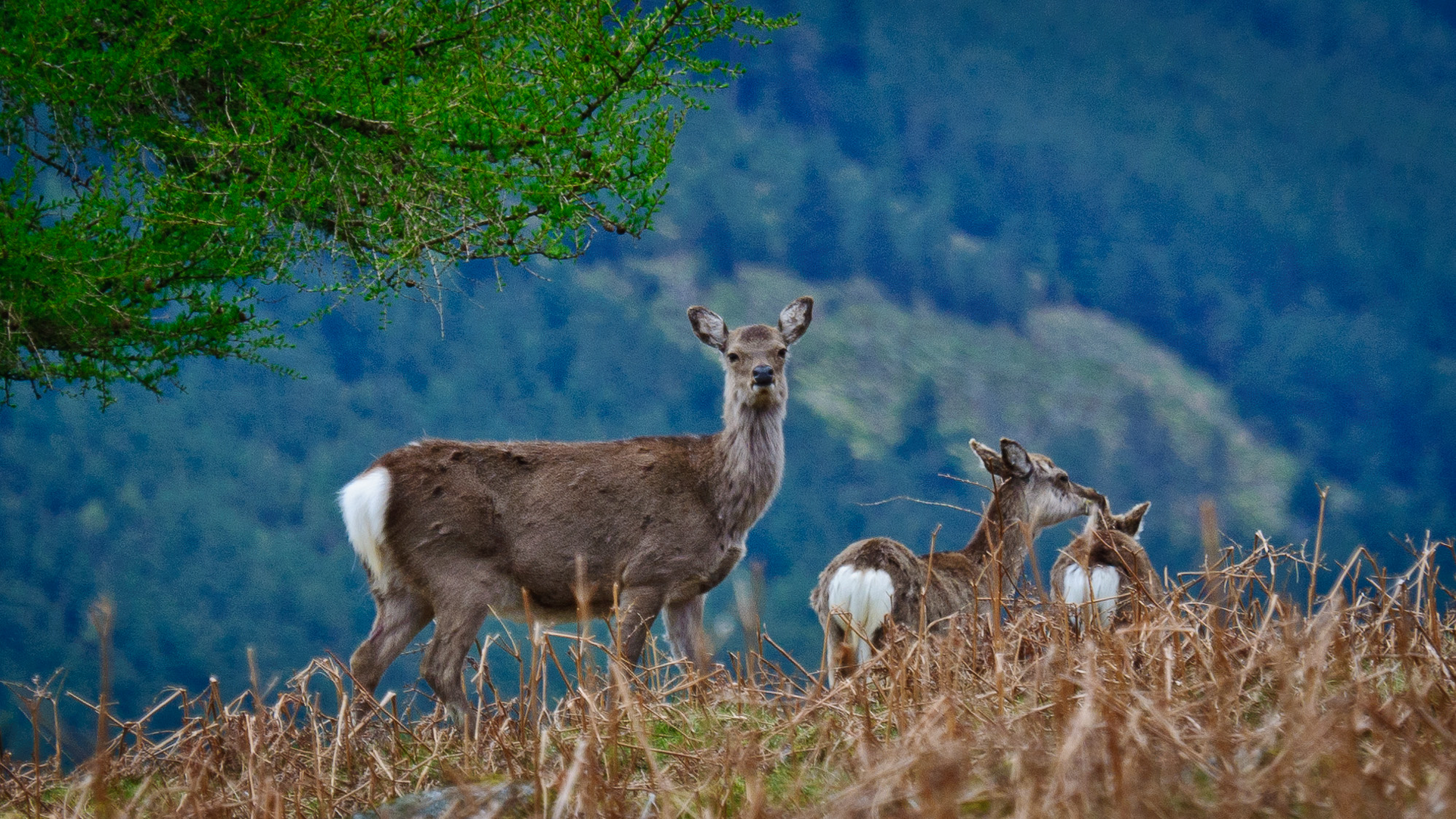
Animal hybride entre un cerf élaphe et un cerf sika.

Le cerf sika a été introduit dans plusieurs pays, notamment l’Estonie, la Lettonie, la Lituanie, l’Autriche, la Belgique, le Danemark, la France, l’Allemagne, l’Irlande, les Pays-Bas, la Norvège, la Suisse, la Russie, la Roumanie, la Nouvelle-Zélande, l’Australie, les Philippines (île de Jolo), la Pologne, la Suède, la Finlande, le Canada, le Royaume-Uni et les États-Unis (notamment au Delaware, Maryland, Oklahoma, Nebraska, Pennsylvanie, Wisconsin, Virginie, Indiana, Michigan, Minnesota, Maine, New York, Texas et Wyoming). Dans de nombreux cas, ces cerfs furent introduits à des fins ornementales dans des parcs, mais certaines populations se sont établies à l’état sauvage. Sur l’île Spieden (îles San Juan, État de Washington), ils ont été introduits comme gibier.
Au Royaume-Uni et en Irlande, plusieurs populations férales existent aujourd’hui, en plus d’environ 1 000 individus dans des parcs à gibier. Certaines sont isolées (par exemple sur l’île de Lundy), tandis que d’autres sont en contact avec des populations de cerf élaphe, espèce indigène, ce qui soulève un problème de hybridation. Une étude évaluant l’impact négatif des mammifères introduits en Europe a placé le cerf sika parmi les plus nuisibles pour l’environnement et l’économie, aux côtés du rat brun et du rat musqué.
Au début du XXe siècle, Édouard VII offrit un couple de cerfs sika à John Douglas-Scott-Montagu, 2e baron Montagu de Beaulieu. Ces cerfs s’échappèrent dans la forêt de Sowley Pond et furent à l’origine de la population actuellement présente dans la New Forest. Leur prolifération fut telle qu’il fallut instaurer des campagnes d’abattage dès les années 1930 pour réguler leur effectif. 
Le cerf sika a également été introduit dans plusieurs pays occidentaux, comme les États-Unis, l’Australie et la Nouvelle-Zélande, mais surtout en Europe, dont l’introduction remontrait au XIXe siècle.  Plusieurs centaines de membres de cette espèce sont observables dans le parc royal de Dyrehaven, près de Copenhague, au Danemark, où ils évoluent en liberté à proximité des personnes qui visitent la réserve naturelle.

#### En France
La majorité des populations actuelles descendent d'un mâle et de trois femelles offerts par l'empereur du Japon Meiji au président français Sadi Carnot en 1890. Ils avaient été placés dans la chasse présidentielle de Marly-le-Roi dans les Yvelines, où ils se sont reproduits. Puis plusieurs individus ont été transférés dans le parc de Rambouillet, où ils se sont multipliés en formant une population plus importante, avant que d'autres populations en France ne soient fondées à partir d'individus prélevés dans cette dernière. Certains se sont échappées d'enclos privés, d'autres ont été volontairement lâchés pour la chasse, formant des populations sauvages dans quelques forêts,. Le cerf sika était selon l'ONCFS présent en France en 2005 en petites populations dans quinze départements : vingt-deux populations vivant à l’état libre étaient recensées, 50 % d'entre elles étant des groupes de cinq à vingt individus, les populations de plus de vingt individus étant rares.

#### Menaces sur la biodiversité
Plus généralement, la présence du cerf sika ne pose pas un problème majeur dans les différentes zones où il a été réintroduit, notamment du fait qu’il a un régime alimentaire comparable à d’autres espèces de cervidés indigènes, comme le chevreuil ou le cerf élaphe en Europe. Cependant, du fait de risques réels d’hybridation, la présence conjointe du cerf sika et du cerf élaphe peut être source de pollution génétique pour l’espèce autochtone auquel le cerf sika est étroitement apparenté, soulevant des inquiétudes pour la conservation des populations du cerf élaphe, notamment dans certaines régions insulaire comme l’Écosse.

## Écologie et comportement

### Habitat
L’espèce est très adaptable et fréquente une variété d’habitats, des forêts denses aux zones ouvertes. Elle privilégie les milieux offrant à la fois un couvert végétal et des ressources alimentaires abondantes. Le cerf sika est également bien adapté aux climats froids, ce qui contribue à son succès dans les régions septentrionales et montagnardes.
Le cerf sika occupe une variété d'habitats, des forêts denses aux zones montagneuses ouvertes. Il est particulièrement fréquent dans les forêts mixtes de feuillus et de conifères, ainsi que dans les prairies adjacentes. L'espèce montre une préférence pour les zones offrant à la fois un couvert forestier pour la protection et des clairières pour l'alimentation. Les cerfs sikas sont également connus pour s'adapter aux environnements modifiés par l'homme, tels que les zones agricoles et périurbaines.

### Activité
Les cerfs sika sont principalement crépusculaires ou nocturnes, bien qu’ils puissent également être actifs pendant la journée, notamment dans les zones où ils ne sont pas dérangés par l’activité humaine. Les cerfs sikas sont connus pour fréquenter des zones humides et boueuses où ils se roulent dans la boue. Ce comportement est supposé aider à éliminer les parasites externes et à réguler la température corporelle.  

### Régime alimentaire
Herbivore opportuniste, le cerf sika consomme une large gamme de végétaux. Son régime alimentaire comprend des graminées, des feuilles, des pousses, des fruits et des écorces. En période de disette, il peut également se nourrir de plantes moins appétentes et de feuilles mortes. Des observations ont également rapporté la consommation occasionnelle de champignons, y compris des espèces considérées comme toxiques pour l'homme. Leur régime alimentaire est celui d’un herbivore opportuniste, composé d'herbes, de feuilles, de jeunes pousses, de fruits, d’écorces, et parfois de cultures agricoles.

### Comportement

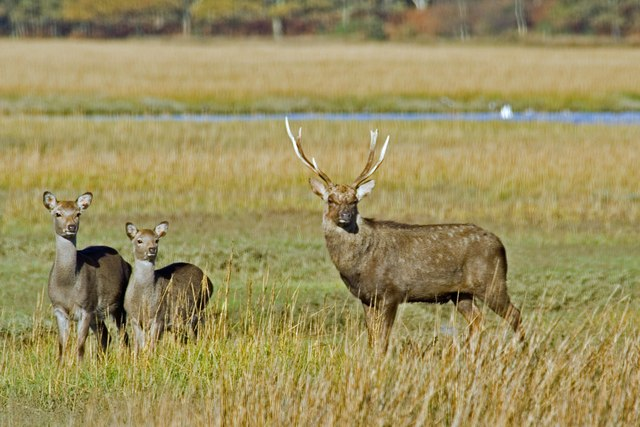
Cerf et sa harde.

#### Organisation sociale
Les cerfs sika présentent un comportement social flexible. Les mâles adultes sont souvent solitaires en dehors de la saison de reproduction, tandis que les femelles et les jeunes forment des petits groupes. En hiver, les individus peuvent se regrouper en hardes plus importantes pour faire face aux conditions rigoureuses, pouvant compter jusqu’à une cinquantaine d’individus.

#### Communication
Les cerfs sika communiquent par une grande variété de sons, de postures corporelles et de signaux chimiques. Les vocalisations sont particulièrement importantes pendant le rut, et varient entre les sous-espèces. Les mâles émettent souvent des vocalisations très aigüe, tandis que les femelles utilisent des cris brefs pour alerter ou appeler les faons. La tonalité est très différence de celle du cerf élaphe, beaucoup plus aiguë, ressemblant à des sifflements, des piaillement ou des plaintes. Ainsi, dans la poésie japonaise, l’on ne parle alors pas de « brame du cerf » mais bien du « cri du cerf ». 

### Cycle de vie

#### Reproduction
Le cerf sika est polygame. Durant la saison de reproduction, généralement en automne, les mâles établissent des territoires qu'ils défendent activement contre les rivaux, à l’aide d’urine, de frottis d’andouillers et de vocalisations caractéristiques. Ils forment des hardes composés de plusieurs femelles avec lesquelles ils s'accouplent. Les combats entre mâles pour l'accès aux femelles sont fréquents et peuvent être intenses. La période de rut se déroule généralement d'octobre à novembre. Après une gestation d'environ sept mois, les femelles donnent naissance à un seul faon au printemps suivant, entre mai et juillet. Les taux de reproduction sont élevés, avec une majorité de femelles adultes se reproduisant chaque année.

### Menacés et mortalité
Historiquement, le cerf sika était la proie de grands carnivores tels que le loup du Japon (Canis lupus hodophilax), aujourd'hui éteint, le Tigre de Sibérie, le léopard de l’Amour et l’ours brun de l’Oussouri. Le lynx et l’aigle royal, ces deux derniers s’attaquent aux faons. Actuellement, l'ours brun reste l'un des rares prédateurs naturels du cerf sika au Japon, bien que son impact sur les populations soit limité. 
Plusieurs populations isolées sont à risque de dérive génétique en raison de leur consanguinité et de goulet d'étranglement génétique.

## Impact environnemental
Plusieurs études ont montré au Japon qu'une forte abondance de cerfs sika se traduit par une augmentation de la biomasse de vers de terre et de certains insectes. Ceci a pour conséquence secondaire une augmentation de consommateurs de vers de terre et d'insectes (dont des petits et moyens prédateurs mammifères carnivores/omnivores tels que le blaireau japonais). 
Une étude s'est intéressée aux variations du régime alimentaire des blaireaux japonais (Meles anakuma), selon qu'ils sont d'un côté ou l'autre d'une clôture anti-cerf sika, tout en comparant l'abondance d'autres animaux carnivores ou omnivores à l'intérieur et à l'extérieur de la clôture. 
Selon ses résultats (publiés en 2014), les vers de terre et certains insectes sont — en présence d'une densité élevée des cerfs — significativement plus nombreux. Et les restes de vers et de ces insectes sont retrouvés en bien plus grande quantité dans les excréments de blaireaux à l'extérieur de la clôture anti-cervidés où, dans le cas de cette étude, la densité de cerfs sika était de 13,5 individus par km2 associée à une densité relative du blaireau de 0,16 (contre 2,3 cervidés par km2 et une densité relative de blaireaux de seulement 0,01) ; un test statistique a montré que cette relation est significative. 
Les auteurs concluent qu'une densité élevée des cerfs modifie le réseau trophique et contribue à un habitat plus riche en vers de terre et en insectes, qui favorise des densités de nourriture plus élevées pour les carnivores et omnivores.

## Le cerf sika et l’homme
Sur l’archipel japonais, de nombreuses espèces de grands mammifères ont disparu après l’arrivée de l'homme au cours du Pléistocène supérieur (ou Paléolithique). Le cerf sika est la seule espèce de cervidé à avoir survécu à cette extinction massive et à encore vivre naturellement sur l’archipel.

### Protection et conservation

#### Au Japon
La sous-espèce C. n mageshimae est considérée comme une population régionale menacée selon le ministère japonais de l’Environnement. En raison de la déforestation et de la destruction de son habitat naturel, ses effectifs sont en déclin.
L'île de Mage était autrefois désignée comme zone protégée par l’État dans le cadre des réserves fauniques, mais cette désignation relève aujourd’hui de la préfecture de Kagoshima. Une estimation de la population a évalué à 571 individus le nombre de cerfs présents en l’an 2000. Lors d’enquêtes menées entre 2010 et 2011, ce chiffre avait diminué, avec une population estimée entre 255 et 277 individus.

### Dimension cynégétique

#### Dégâts sur les cultures au Japon
En 2022, les dommages agricoles causés par la faune sauvage sur l’archipel ont été estimés à 16,5 milliards de yens. Parmi les animaux responsables, le cerf  arrive en tête avec 6,5 milliards de yens de dégâts, suivi par le sanglier avec 3,6 milliards. Tandis que les dégâts causés par les suidés montrent une tendance à la baisse, ceux dus au sika sont en augmentation. Par préfecture, Hokkaidō affiche de loin le montant le plus élevé, avec 4,76 milliards de yens, suivi d’Iwate (270 millions), Nagano et Hyōgo (environ 120 millions chacune). Par type de culture, les plantes fourragères sont les plus touchées (2,48 milliards de yens), suivies des légumes (1 milliard), du riz (970 millions), des arbres fruitiers (500 millions), des plantes artisanales (430 millions), des légumineuses (390 millions) et des tubercules (340 millions), témoignant d’une répartition étendue des dégâts. Les cerfs affectionnent particulièrement les céréales, et à l’exception du riz, préféré par les sangliers, ils sont responsables de la majorité des dommages sur les cultures fourragères, les blés et autres céréales.
Les cerfs causent également d’importants dommages aux forêts et à la sylviculture. En broutant les jeunes pousses ou en écorçant les arbres, ils en réduisent la valeur marchande voire les font mourir. Leur broutage intensif des sous-bois appauvrit la végétation, réduit la capacité de rétention d’eau et la cohésion des sols, pouvant conduire à des catastrophes naturelles en montagne. Par exemple, la coulée de boue survenue le 1er juillet 2024 au pied du mont Ibuki, dans la préfecture de Shiga, a été attribuée à la combinaison de fortes pluies et de la disparition de la végétation due à l’intense broutage des cerfs.
Il arrive aussi que les cerfs blessent ou tuent des personnes. Le 9 octobre 2024, à Fukuchiyama, préfecture de Kyoto, un homme de 68 ans a été retrouvé mort dans une rizière, encorné à la poitrine par un cerf.

#### Chasse

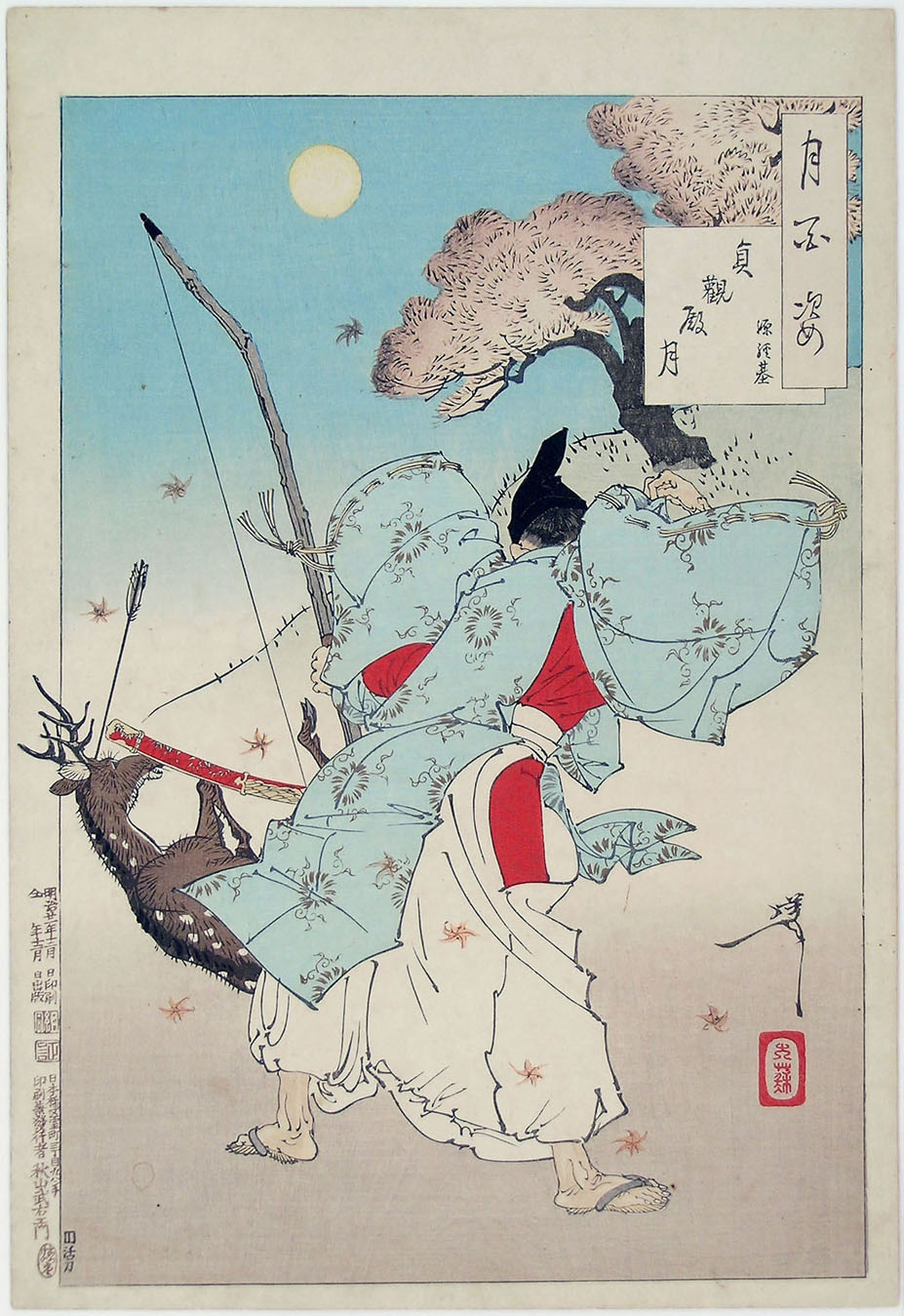
Tsukioka Yoshitoshi représentant Minamoto no Tsunemoto chassant un cerf sika avec un yumi.

Dans son aire de répartition d’origine comme dans de nombreuses régions où il a été introduit, le cerf sika est considéré comme un gibier de choix, réputé insaisissable pour les chasseurs sportifs. En Grande-Bretagne, en Irlande et en Europe continentale, il adopte des stratégies de survie et des tactiques d’évasion très différentes de celles des cervidés indigènes. Là où le cerf élaphe (Cervus elaphus) s’enfuirait, le sika préfère souvent se dissimuler, et a été observé se tapissant au sol, ventre à terre, lorsqu’il se sent menacé.
Dans les îles Britanniques, il est généralement perçu comme une menace sérieuse pour les jeunes forêts comme pour les boisements établis. Les agences forestières publiques et privées y appliquent des politiques strictes d’abattage tout au long de l’année.
Par le passé, la population de cerfs au Japon a fortement diminué et leur aire de répartition s’est fragmentée en raison d’une chasse intensive pratiquée entre les années 1870 et 1940. Cependant, des politiques de protection ont été mises en place entre 1947 et 1994, interdisant notamment la chasse aux biches, ce qui a permis une augmentation à la fois de la population et de la répartition du cervidé.
La proportion de l’aire de répartition des cerfs par rapport à la superficie totale du pays est estimée à moins de 10 % en 1945, environ 25 % en 1978, environ 40 % en 2003, et plus de 50 % en 2014.
Fin de l’année fiscale 2015, la population estimée de cerfs au sud de Honshū était d’environ 3,04 millions d’individus (intervalle de confiance à 90 % : 2,24 à 4,56 millions), ce qui pourrait indiquer un début de diminution par rapport à l’estimation de fin 2013, qui était de 3,05 millions (intervalle de confiance à 90 % : 1,94 à 6,46 millions).
Le ministère japonais de l’Environnement et celui de l’Agriculture ont considéré que l’augmentation rapide des populations de cerfs causait de graves dommages à l’environnement et à l’agriculture. En conséquence, ils ont mis en place en 2013 un plan décennal visant à réduire de moitié la population de cerfs d’ici à 2023, assorti dès 2014 de subventions versées aux préfectures pour soutenir les prélèvements.

#### Consommation alimentaires
La viande de cerf est comestible, mais jugée plus odorante que celle du bœuf ou du porc disponibles dans le commerce, voire plus encore que celle du sanglier, ce qui la rend relativement peu populaire auprès des consommateurs au Japon. Comme pour d’autres viandes de gibier, la femelle est souvent considérée comme plus savoureuse. Étant issu de la chasse, le goût dépend aussi des compétences du chasseur pour l’abattage, le saignement, l’éviscération et la réfrigération. L’une des causes de l’odeur est l’oxydation des graisses lors de la conservation, mais une étude a montré qu’un emballage sous vide pouvait réduire cette odeur chez les mâles. La consommation crue ou insuffisamment cuite comporte des risques de hépatite E, d’E. coli entérohémorragique et de parasites.
Des crânes et ossements retrouvés dans les ruines de la période Jōmon montrent parfois de lourdes traces de dégâts, suggérant que le cerveau ou la moelle osseuse étaient également consommés. Bien que la viande soit officiellement interdite à l’époque d’Edo, des commerces spécialisés appelés momojiyā proposaient de la viande de gibier. 
Chez les Aïnous, la viande était brièvement bouillie, découpée finement, puis fumée au-dessus de l’âtre pendant plusieurs jours pour en faire des provisions.

#### Artisanat
Les bois et les peaux du cerf sont utilisés. Les Jōmon taillaient les bois de cerf pour en faire des hameçons.

### Croyances et superstition

#### En médecine traditionnelle
Au Japon comme en Chine, le cerf fait l’objet de différentes croyances et superstitions, notamment en ce qui concerne d’hypothétiques vertus médicinales : Les jeunes bois encore recouverts de velours sont utilisés , et parfois importés au Japon. Sur l’archipel, des croyances populaires faisaient état d’une perle dans l’estomac, qui porterai chance à celui qui la porte. Consommer le corps calciné d’un fœtus de façon accélérerait la récupération post-partum.

#### Divination
Parmi les pratiques divinatoires coure t’es au Japon durant les périodes anciennes, l’on trouve le futomani (太占), mentionné dans le Kojiki et le Nihon shoki. Cette forme de divination, également appelée kaboku (鹿卜, « divination par le cerf »), faisait appel à des os de cervidés, principalement des omoplates, mais parfois aussi des côtes ou des os iliaques, que l’on brûlait pour lire les fissures ainsi produites et en tirer des présages.
Des vestiges de cette tradition subsistent encore aujourd’hui dans certains sanctuaires du Kantō. Deux d’entre eux sont particulièrement connus : le sanctuaire Ichinomiya Nukisaki-jinja (一之宮貫前神社) dans la préfecture de Gunma, et le sanctuaire Musashi Mitake-jinja (武蔵御嶽神社) à Tokyo. La pratique divinatoire conservée à Nukisaki-jinja est reconnue comme patrimoine culturel immatériel depuis 1980, sous le nom de Nukisaki-jinja no shika-ura shūzoku (貫前神社の鹿占習俗, « Tradition divinatoire du cerf du sanctuaire Nukisaki »).

### Le cerf sika dans la culture

#### Aspect symbolique

Le Kasuga Mandala, peint durant la période Muromachi.

Considéré comme un messager des divinités (kami), le cerf est encore aujourd’hui élevé comme un symbole spirituel dans certains anciens sanctuaires comme le sanctuaire Kasuga, préfecture de Nara, le sanctuaire Kashima, préfecture d’Ibaraki, ou le sanctuaire Kitaguchi Hongū Fuji Sengen, préfecture de Shizuoka, en vertu de l’importance que tenait la chasse au cerf pour les populations locales.
Le traitement réservé aux sangliers et aux cerfs diffère au Japon : Ainsi, sur les sites archéologiques datant de la période Jōmon, l’on retrouve fréquemment des poteries en forme de sanglier, mais presque jamais de cerf. À l’inverse, au cours de la période Yayoi, des motifs de cerfs apparaissent fréquemment sur les dotaku, des cloches rituelles en bronze, alors que les sangliers y sont plus rares. Durant la période Kofun, le cerf devient aussi un motif récurrent pour les haniwa, statues funéraires. On suppose que cette différence viendrait du fait que le sanglier, qui endommage les rizières, aurait été mal perçu à mesure que la riziculture se répandait.
À Hokkaidō, où le sanglier n’est pas présent à l’état naturel, le cerf était la principale source de viande pour les populations humaines sur place. Chez les Aïnous, bien que le cerf était fréquemment chassé, il ne jouait pas un rôle central dans les cérémonies religieuses comme l’iyomante et il n’existait pas de divinité spécifique associée au cerf. À l’exception de régions comme le Sōya, où le cerf était rare. L’animal était simplement considéré comme une source de nourriture. Toutefois, dans les traditions orales, l’on retrouve des récits autour d’une divinité contrôlant les cerfs, appelé Yukatte-kamui, qui répandait les âmes de cerfs sur terre ou arrêtait leur venue si l’on manquait de respect à ces animaux. En 2007, des fouilles sur le site archéologique de Nitappunai, à Atsuma-chô, sur l’île d’Hokkaidō, ont révélé un rituel d’offrande de cerfs datant du XVIIe siècle, avec 25 crânes supérieurs retrouvés sur une surface de 6 m2.

### Dans la poésie et les arts

Hanafuda représentant un sika sous un érable, associé à l’automne.

Au Japon, la figure du cerf est également présente dans la poésie, notamment le waka, où le mot (kigo) est associé à l’automne.  Le « cri du cerf » (鹿鳴, rokumei) est un élément récurrent, évoquant les vocalises du mâle lors de la saison des amours. En revanche, la biche (女鹿, megaka), qui ne vocalise que très peu, est plus rarement évoquées dans les poèmes. 
Dans les hanafuda, la figure du cerf y est représentée par un mâle vocalisant sous un érable, exprimant son amour pour sa biche. L’attachement fort entre mâle et femelle fait de cette image un symbole de l’amour conjugal et de bon augure. Associée aux cartes  hagi ni inoshishi  (萩に猪, « les sangliers sous les lespédèzes ») et botan ni chō  (牡丹に蝶, « les papillons et les pivoines »), cette carte compose la célèbre combinaison appelée inoshikachō (猪鹿蝶, « sanglier-cerf-papillon »), symbole de chance.
Sur cette carte, le cerf y est représenté de profil, tête tournée vers l’arrière comme s’il tournait le dos, cette illustration serait à l’origine de l’expression « shikado » signifiant « ignorer ».

#### Dans le domaine du tourisme

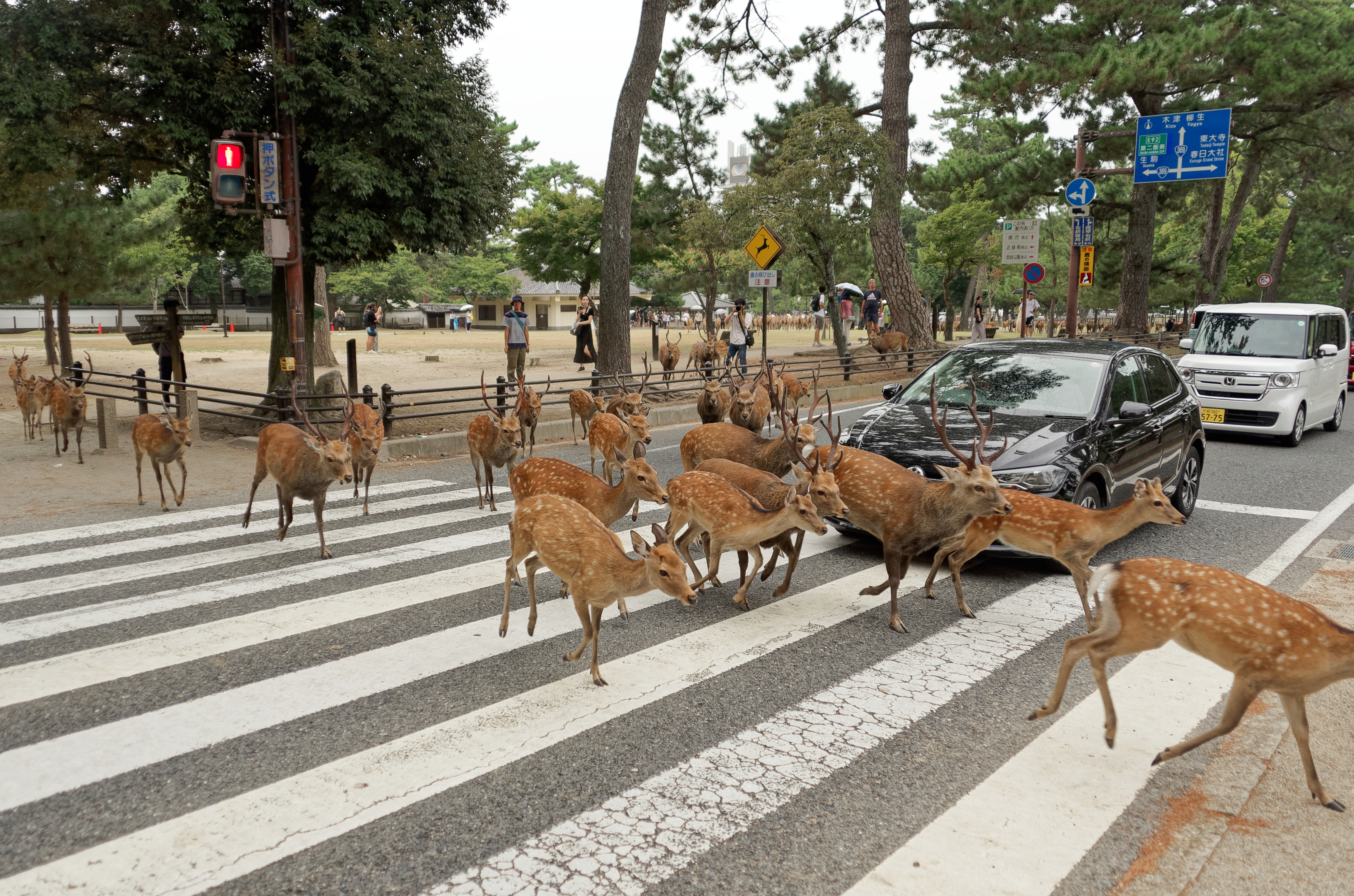
Groupe de sika traversant la route aux abords du parc de Nara. Des collisions avec des automobilistes arrivent parfois.